# بخش کاسی هیلز شرقی
الگو:جعبه اطلاعاتی شهرستان‌های هند
بخش کاسی هیلز شرقی (انگلیسی: East Khasi Hills district) یک بخش در ایالت مگالایا، هند است.

## نگارخانه

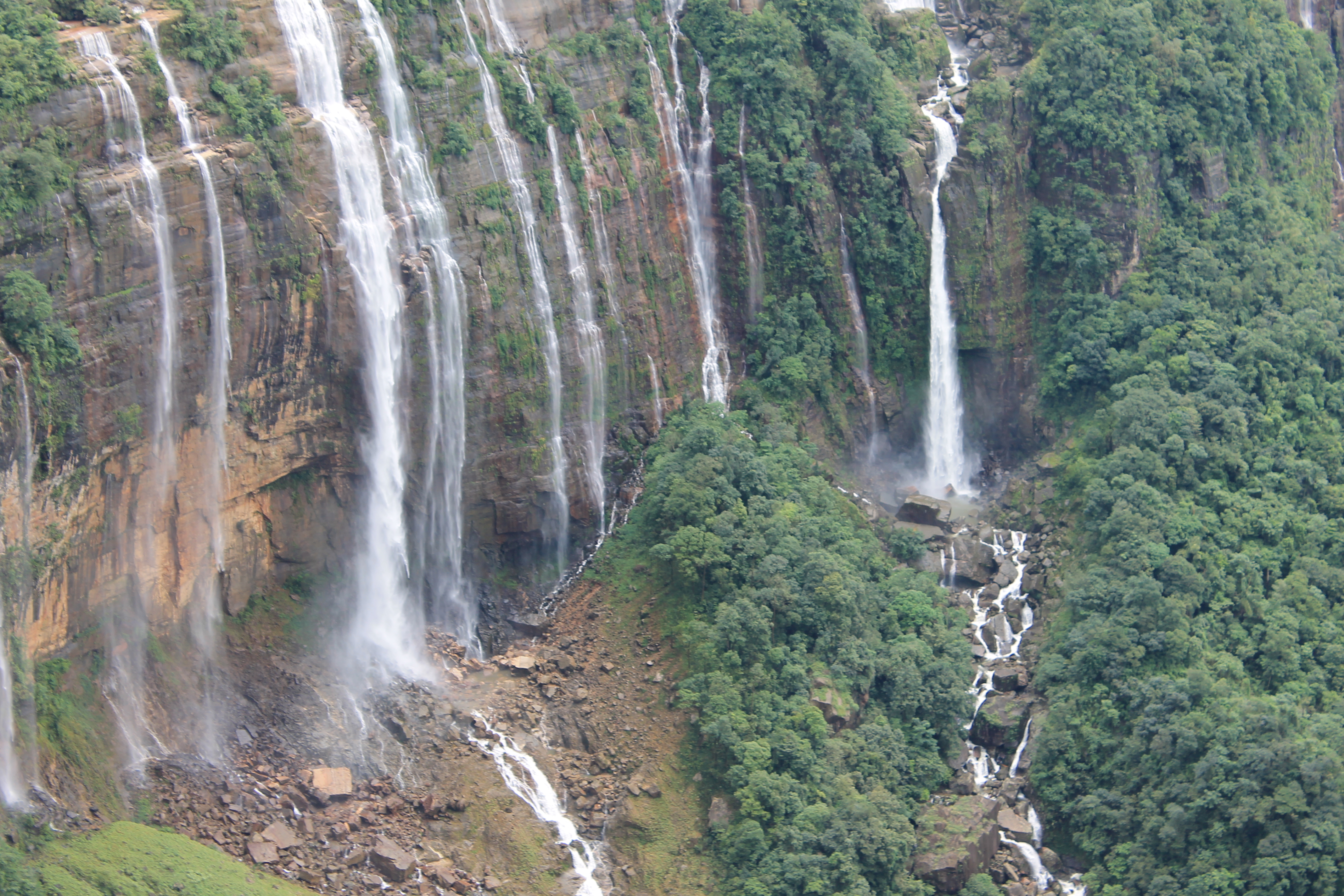
Noh Kalikai falls near cherrapunjee
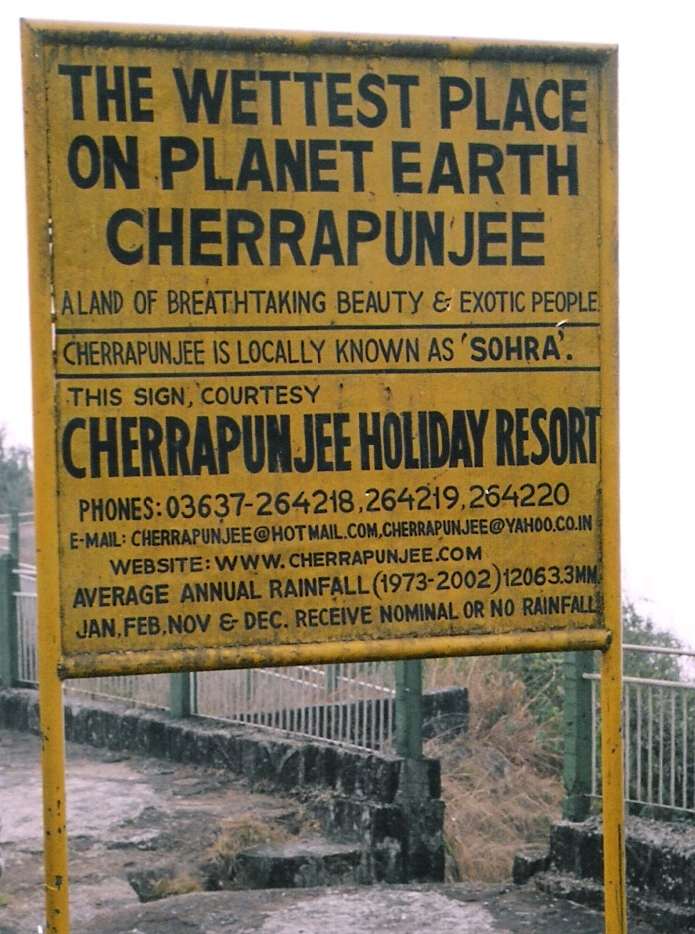
Highest Rainfall in the world in cherrapunjee
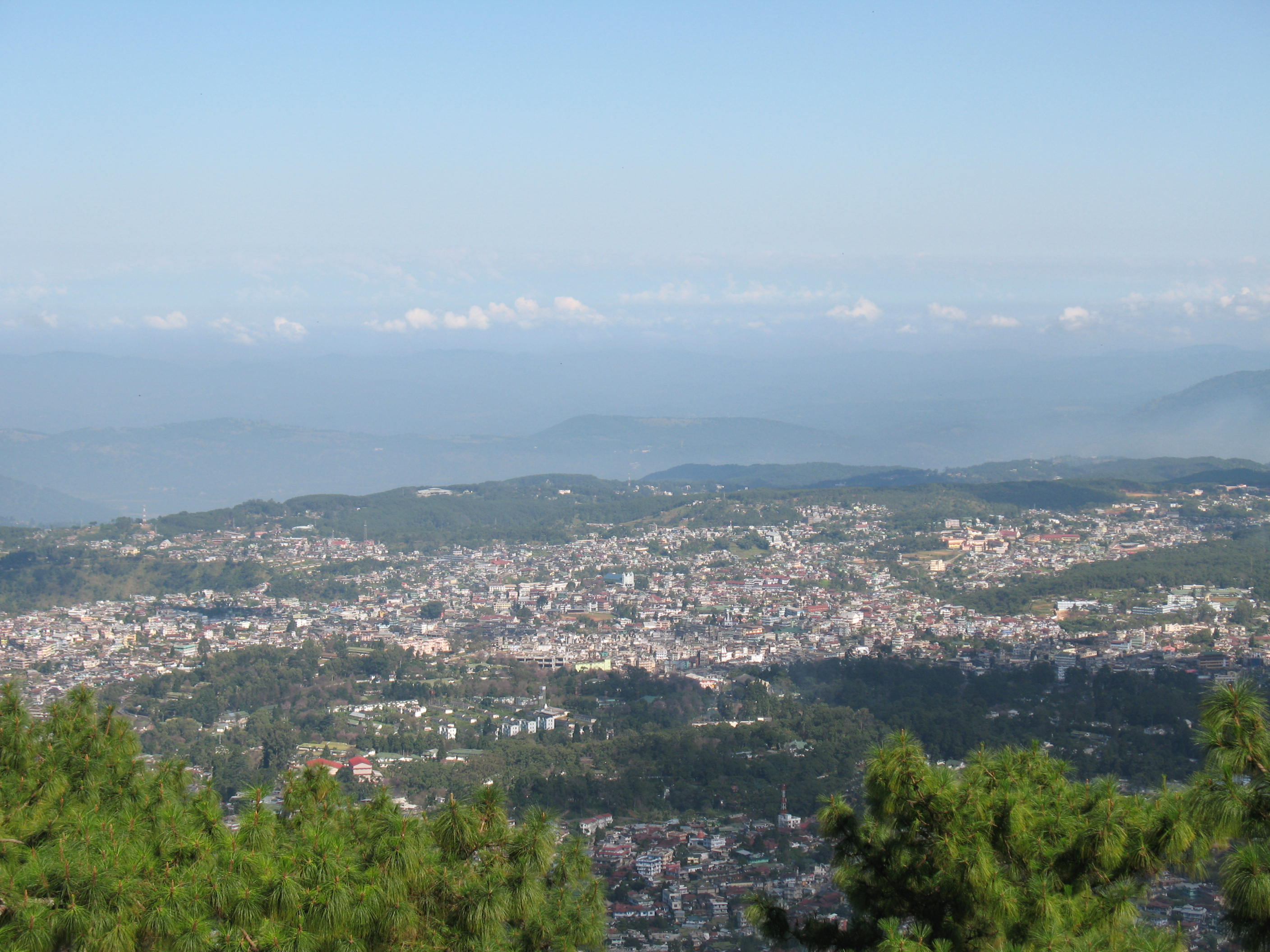
Shillong-The District Headquarters
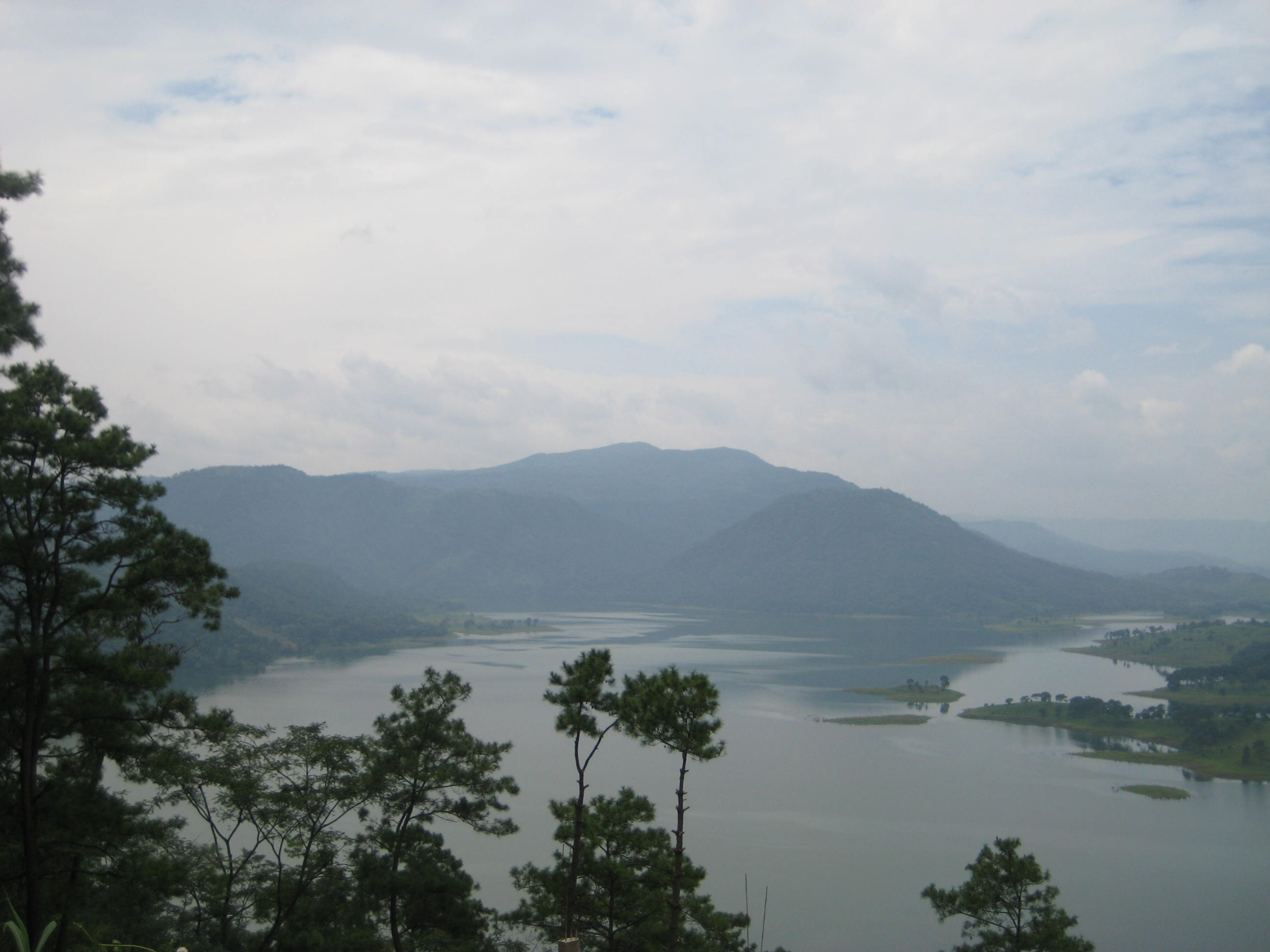
Umiam Lake